# 达瓦尼亚
达瓦尼亚（義大利語：Davagna），是意大利热那亚省的一个市镇。总面积22.13平方公里，人口1982人，人口密度89.6人/平方公里（2009年）。ISTAT代码为010021。